# All Out (2021)
All Out 2021 — третье ежегодное реслинг-шоу, All Out. Одно из четырёх ведущих Pay-per-view производства All Elite Wrestling. Проходило 5 сентября 2021 года на арене Now Arena, в пригороде Чикаго, штат Иллинойс, Соединённые Штаты Америки в Хоффман-Эстейтс. PPV стало третьим мероприятием в хронологии All Out и первое, которое состоялось в воскресенье а не в субботу как два предыдущих. Шоу было первым PPV которое состоялось не на арене Daily's Place, с момента начала пандемии COVID-19.
На мероприятии было проведено десять матчей, один на Buy In и девять в основное время PPV. В главном событии Кенни Омега в сопровождении Дона Каллиса победил Кристиана Кейджа, защитив титул чемпиона мира AEW. В трёх других титульных матчах Доктор Бритт Бейкер в сопровождении Джейми Хейтер и Ребел победила Крис Статландер которую сопровождал Орандж Кэссиди, защитив титул женской чемпионки мира AEW, за титул командных чемпионство мира AEW команда Луча Братья (Рей Феникс и Пента Эль Зеро М) в сопровождении Алекса Абрахантеса победили действующих чемпионов команду Янг Бакс (Мэтта Джексона и Ника Джексона) в матче Steel Cage став новыми чемпионами, а Миро победил Эдди Кингстона защитив телевизионное чемпионство TNT AEW. Также Си Эм Панк победил Дарби Аллиа (для Панка это был дебютный матч в AEW и первый матч в рестлинге за 7 лет), а Крис Джерико победил MJF, в матч где на кону Джерико была его карьера в рестлинге. На мероприятии совершили свои дебюты в AEW Минору Сузуки, Адам Коул, Руби Сохо (которая выиграла женский матч Casino Battle Royale) и Брайан Дэниелсон.
Билеты на шоу были распроданы в течение одного дня, PPV посетили более 10 000 человек. Помимо живого присутствия право просмотра онлайн купили более 200 000 раз, что делает PPV самым покупаемым, (не связанным с мероприятиями WWE, с 1999 года). PPV получило одобрительные отзывы критиков, многие назвали его одним из лучших рестлинг-шоу всех времен, и особая похвала была сказана матчу в стальной клетке между Луча Братьями и Янг Бакс.

## Результаты

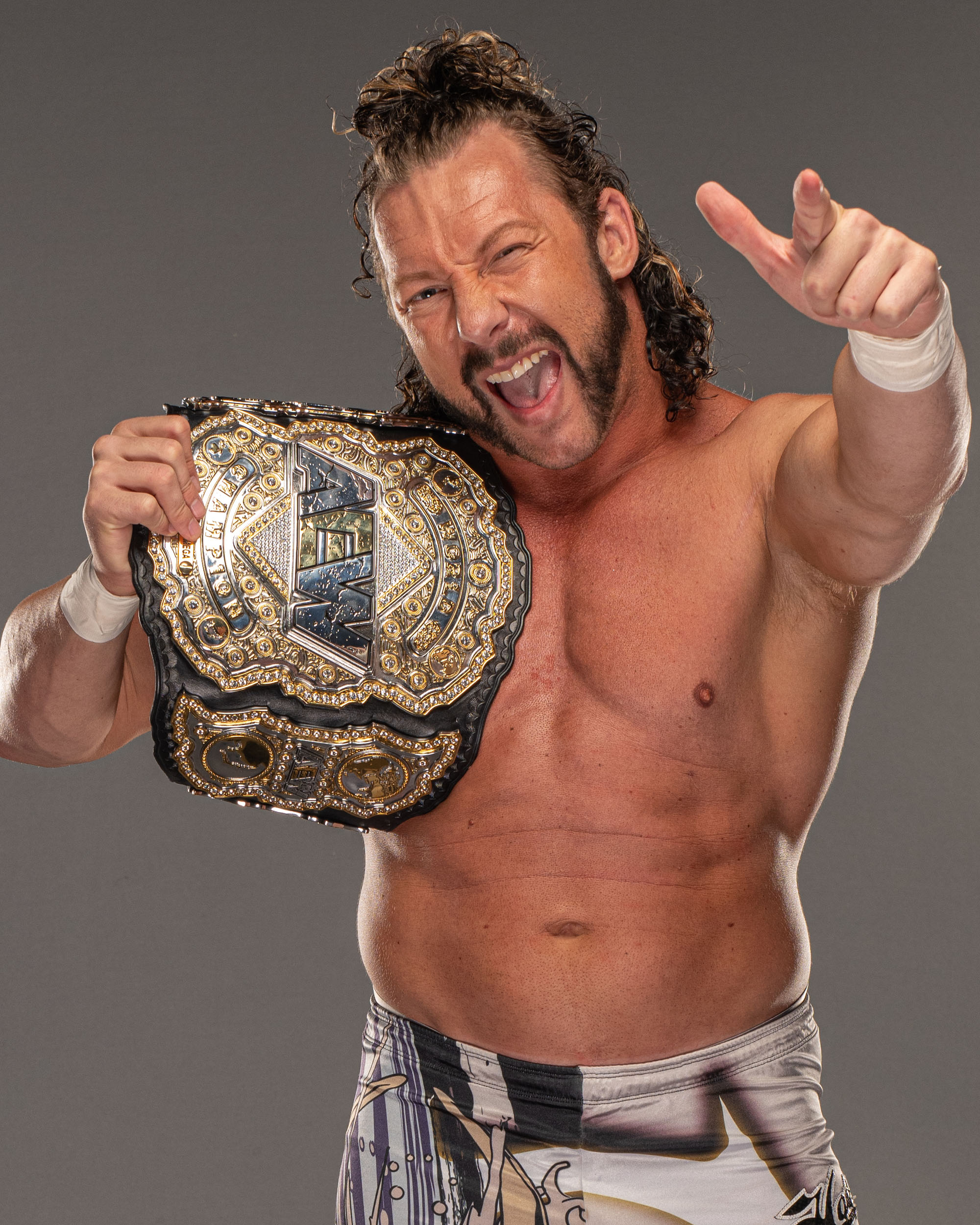
Кенни Омега защитил титул чемпиона мира AEW

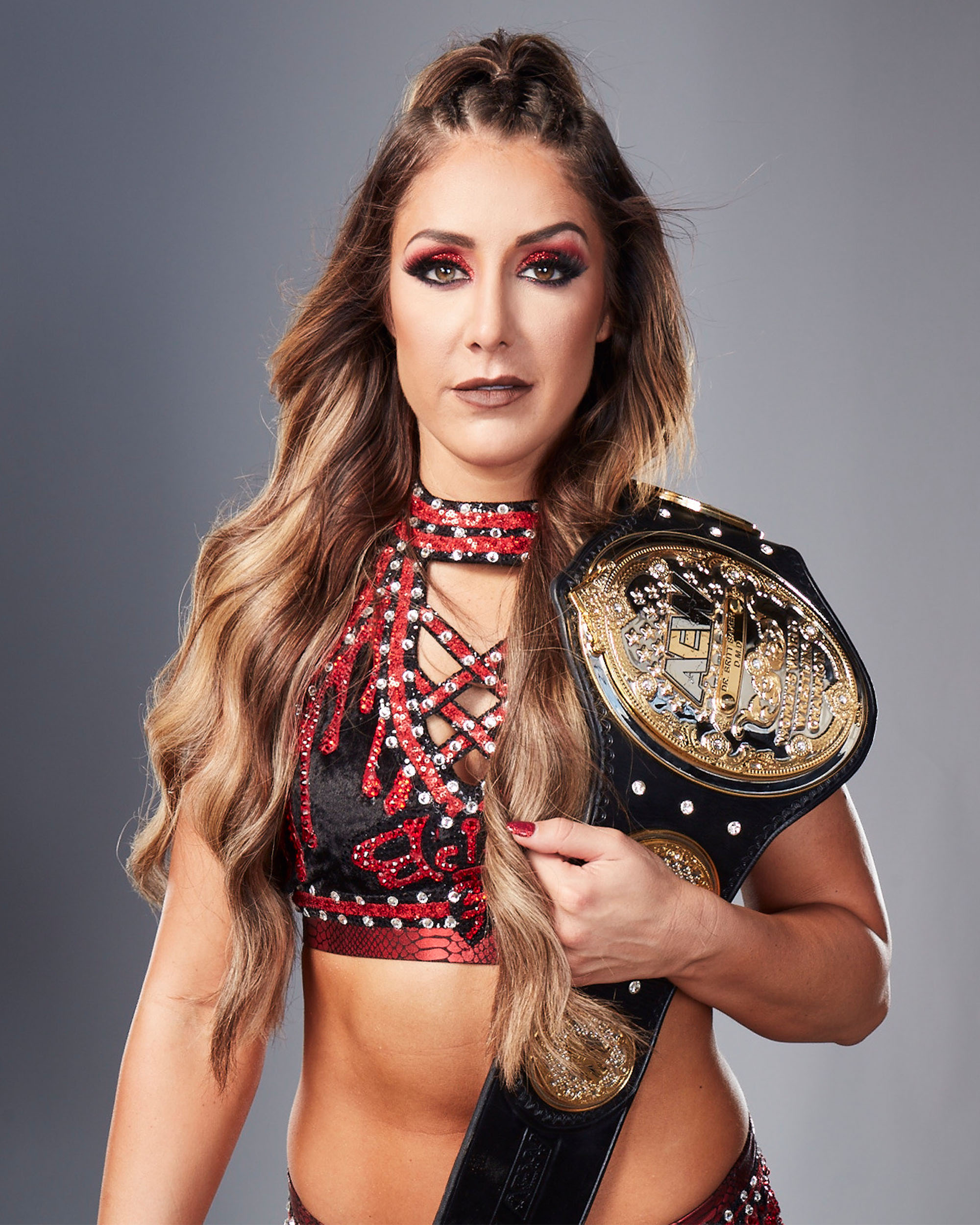
Доктор Бритт Бейкер защитила титул женской чемпионки мира AEW

| №                                 | Матч | Тип матча | Время | Ссылки |
| --------------------------------- | --- | --- | ----- | ------ |
| Kick Off                          | Лучшие друзья (Кэссиди Орандж, Чак Тейлор и Уилер Юта) и Юрский Экспресс (Джангл Бой и Лучазавр) победили Семейный офис Харди (Мэтта Харди, Private Party (Исайя Кэссиди и Марка Куина)) и Гибрид 2 (Анхелико и Джека Эванса) | Командный матч с десятью участниками                                                                         | 9:26  | [ 14 ] |
| 1                                 | Миро (с) победил Эдди Кингстона | Одиночный матч, за титул чемпиона TNT AEW                                                                    | 13:29 | [ 14 ] |
| 2                                 | Джон Моксли победил Сатоши Кодзиму | Одиночный матч                                                                                               | 11:52 | [ 14 ] |
| 3                                 | Доктор Бритт Бейкер (с) с (Джейми Хейтер и Ребел) победила Крис Статландер с (Орандж Кэссиди) | Одиночный матч, за титул чемпиона мира AEW среди женщин                                                      | 11:31 | [ 14 ] |
| 4                                 | Луча Братья (Рей Феникс и Пента Эль Зеро М) с (Алексом Абрахантесом) победили Янг Бакс (Мэтта Джексона и Ника Джексона) (с) с (Брэндоном Катлером)                                                                            | Матч Steel Cage, за титул командных чемпионов мира AEW                                                       | 21:56 | [ 14 ] |
| 5                                 | Руби Сохо победила, устранив последнюю участницу Тандер Розу | Матч Casino Battle Royale с 21 участницей, за первое претендентство, за титул чемпиона мира AEW среди женщин | 22:02 | [ 14 ] |
| 6                                 | Крис Джерико победил MJF | Одиночный матч Если бы Джерико проиграл, он должен был закончить карьеру рестлера.                           | 20:55 | [ 14 ] |
| 7                                 | Си Эм Панк победил Дарби Аллиа | Одиночный матч                                                                                               | 16:45 | [ 14 ] |
| 8                                 | Пол Уайт победил Кью.Ти. Маршалла с (Аароном Соло и Ником Коморото) | Одиночный матч                                                                                               | 3:02  | [ 14 ] |
| 9                                 | Кенни Омега (с) с (Доном Каллисом) победил Кристиана Кейджа | Одиночный матч, за титул чемпиона мира AEW                                                                   | 22:01 | [ 14 ] |
| (c) — чемпион на момент поединка. | | |       |        |

### Участницы матча Casino Battle Royale
Матч начала первая масть, пятеро девушек. Через каждые три минуты в матч вступала следующая масть, ещё пять рестлерш. 21-я участница Джокер выходила одна и самая последняя.

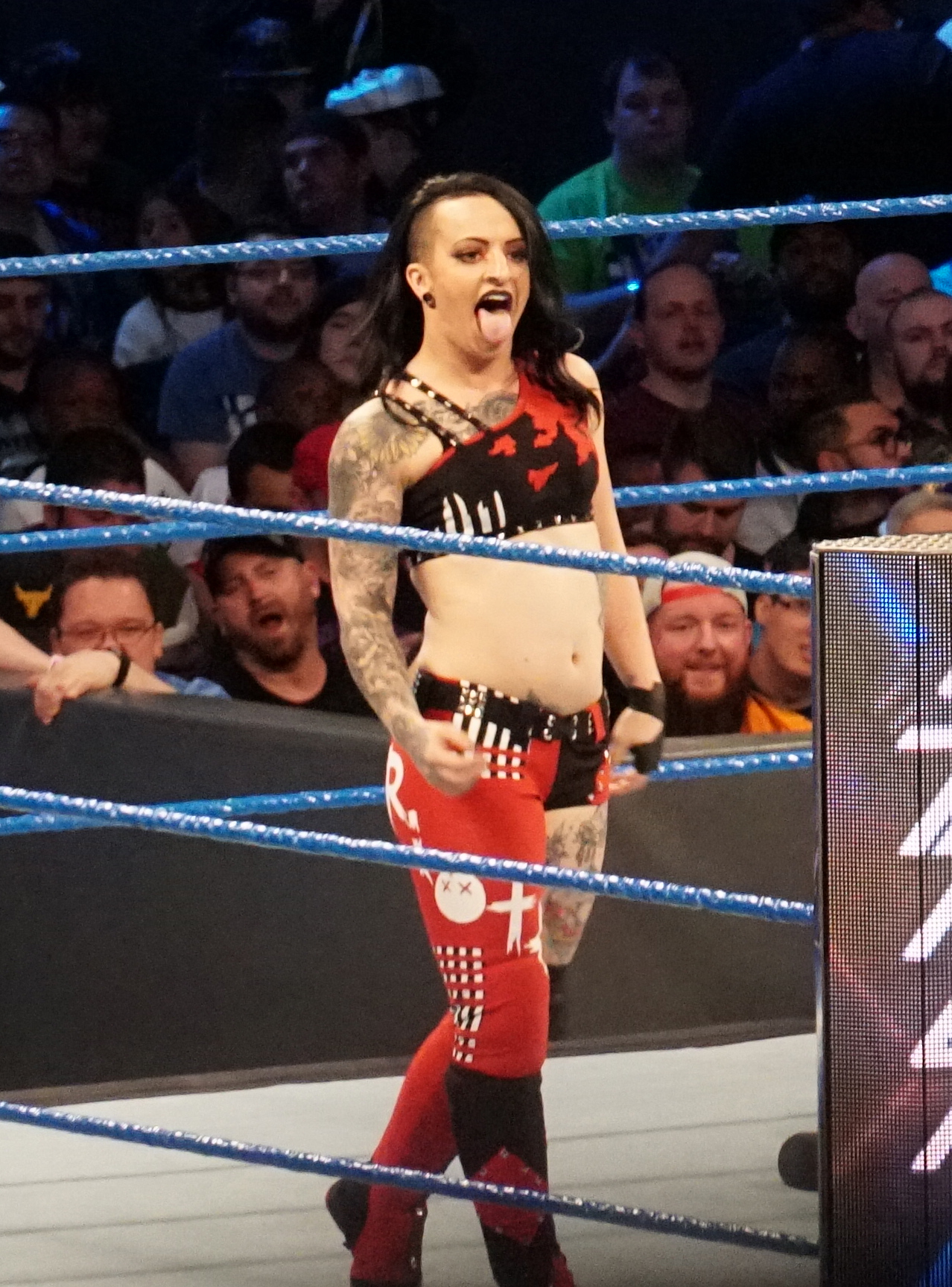
Руби Сохо вторая победительница матча
Casino Battle Royale

| Масть  | Рестлер       | Порядок устранения | Это выбил     | Выбила из матча |
| ------ | ------------- | ------------------ | ------------- | --------------- |
| Трефы  | Хикару Шида   | 6                  | Найла Роуз    | 1               |
| Трефы  | Скай Блю      | 1                  | Абадон        | 0               |
| Трефы  | Эми Сакура    | 3                  | Хикару Шида   | 0               |
| Трефы  | Банни         | 11                 | Анна Джей     | 1               |
| Трефы  | Абадон        | 2                  | Банни         | 1               |
| Бубны  | Анна Джей     | 12                 | Пенелопа Форд | 1               |
| Бубны  | Кира Хоган    | 4                  | Найла Роуз    | 0               |
| Бубны  | КиЛинн Кинг   | 5                  | Найла Роуз    | 0               |
| Бубны  | Диаманте      | 8                  | Биг Свол      | 0               |
| Бубны  | Найла Роуз    | 19                 | Тандер Роза   | 5               |
| Черви  | Тандер Роза   | 20                 | Руби Сохо     | 1               |
| Черви  | Пенелопа Форд | 17                 | Тай Конти     | 1               |
| Черви  | Рихо          | 7                  | Джейми Хейтер | 0               |
| Черви  | Джейми Хейтер | 14                 | Джейд Каргилл | 2               |
| Черви  | Биг Свол      | 9                  | Джейми Хейтер | 1               |
| Пики   | Тай Конти     | 18                 | Найла Роуз    | 1               |
| Пики   | Ред Велвет    | 15                 | Джейд Каргилл | 1               |
| Пики   | Лейла Хирш    | 13                 | Джейд Каргилл | 0               |
| Пики   | Джейд Каргилл | 16                 | Найла Роуз    | 3               |
| Пики   | Ребел         | 10                 | Ред Велвет    | 0               |
| Джокер | Руби Сохо     | —                  | Победитель    | 1               |

## Турнир за первое претендентство, за титул командных чемпионов мира AEW
|  | Полуфиналы Спец выпуск Rampage The First Dance и Dynamite 20 августа 2021 года, 25 августа 2021 года | Полуфиналы Спец выпуск Rampage The First Dance и Dynamite 20 августа 2021 года, 25 августа 2021 года |            |  | Финал Rampage 27 августа 2021 года      | Финал Rampage 27 августа 2021 года |
|  | | |            |  |                                         |                                    |
|  | Private Party (Исайя Кэссиди и Марк Куин)                                                            | 10:05 Удержание                                                                                      |            |  |                                         |                                    |
|  | Юрский Экспресс (Джангл Бой и Лучазавр)                                                              | Проходят в Финал                                                                                     |            |  |                                         |                                    |
|  | | |            |  | Юрский Экспресс (Джангл Бой и Лучазавр) | 12:47 Удержание                    |
|  | | Луча Братья (Рей Феникс и Пента Эль Зеро М)                                                          | Победители |  |                                         |                                    |
|  | Универские блондины (Брайан Пиллман мл. и Грифф Гаррисон)                                            | 8:58 Удержание                                                                                       |            |  |                                         |                                    |
|  | Луча Братья (Рей Феникс и Пента Эль Зеро М)                                                          | Проходят в Финал                                                                                     |            |  |                                         |                                    |